# Maison Joseph Drouhin
Maison Joseph Drouhin — производитель французского вина, базирующийся в Бургундии. Компания основана в 1880 году. Поместью корпорации принадлежат виноградники в Шабли, Côte de Nuits, Côte de Beaune и Côte Chalonnaise, а также в Willamette Valley в Орегоне. 
Друэн — один из главных оптовых продавцов винограда в Бургундии, а также производитель вина, сделанного из купленного винограда, выращенного в различных её частях. На сегодняшний день Дом Жозефа Друэн и Домен Друэн Орегон принадлежат и управляются правнуками Жозефа Друэна.

## Виноградники
Дом Жозеф Друэн был удостоен органической сертификации за виноград, выращенный в его виноградниках по состоянию на 2009 год.
Clos des Mouches
«Beaune Clos des Mouches Joseph Drouhin» сделано из винограда, выращенного в Кло де Муш, Premier Cru винограднике Côte de Beaune. Clos de Mouches — виноградник Premier Cru в коммуне Бона, был куплен Друэном в 19-м веке, производит красные и белые вина. 
Белое «Clos des Mouches» от Друэна обычно обладает немного более высокой ценой, чем красное. Винтаж 1973 года был оценен как номер пять в историческом «Judgment of Paris», винной классификации десяти французских и калифорнийских вин. Во время Нью-Йоркской дегустации вин 1973 года, винтаж 1969 года оценивался как пятый после Калифорнийских Шардоне. Beaune Clos des Mouches, а также конкурировал на «Great Chardonnay Showdown», проведенных в 1980 году.

Domaine Drouhin Oregon
Имение Друэн Орегон является американским винным заводом в Орегоне, известным благодаря Пино Нуар и Шардоне. Винный завод находится в Данди-Хиллз. Завод был построен в 1988 году за 10 миллионов долларов Домом Жозеф Друэн.

Domaine Joseph Drouhinв Боне и Орегоне(2019 год)
В средневековом погребе бургундского винного хозяйства Domaine Joseph Drouhin тщательно отмывают вековую пыль с рычажного пресса 1571 года. Совсем скоро его трехметровое колесо заскрипит над кюве «по особому случаю». Хотелось бы сказать, что в последний раз прессом пользовались еще до начала Французской революции, но это не так. Начиная с 1980 года он заработает уже в четвертый раз.Семья Друэн завела традицию отжимать с помощью этого старинного инструмента урожай в значимые годы. В 1980-м так отметили столетие со дня основания Дома, в 2000-м – начало нового тысячелетия, в 2005-м – 125-летие. В нынешнем году у хозяйства новый юбилей: 100 лет со дня покупки первого виноградника в окрестностях Бона – Кло де Муш (Clos des Mouches).
Сейчас Domaine Joseph Drouhin – большое винодельческое хозяйство, владеющее 80 га виноградников в более чем 60 аппелласьонах Франции, а также крупным виноградником в США. Им управляет четвертое поколение семьи Друэн: Филипп, Лоран, Фредерик и их сестра Вероник. Но 14 га земли в центре Кот-де-Бона, «великой Бургундии», для них самые любимые, самые пестуемые. «Это место загрузки воспоминаний», как поэтично высказался Робер Друэн, ушедший в отставку патриарх. Он уже не занимается ежечасно текущими делами хозяйства, поэтому в хорошую погоду, повязав шелковый галстук, неспешно прогуливается по винограднику в сопровождении пса и перебирает в памяти прошлое.

Maison Joseph Drouhin впервые отправит свои вина в США на грузовом парусном судне      (26 Июня 2024 года)
Maison Joseph Drouhin имеет долгую историю устойчивого виноградарства. В конце 1980-х годов это был первый бургундский дом, который внедрил органические и биодинамические методы виноделия на всех своих виноградниках и уже в 2008 году представил такие инновации, как облегчённая бутылка. Это также была первая компания в мире вина, которая подписала Конвенцию о деловом климате, подтвердив свою приверженность сокращению своего экологического следа.
США также являются особенно символичным местом для семьи Друэн, которая более 40 лет владеет собственной импортной компанией в Нью-Йорке и 100 гектарами виноградников в Орегоне. Будучи первопроходцами в этом регионе, они поддерживают тесные связи с США, которые являются их ведущим экспортным рынком после Франции.
«Вдохновляясь семейными ценностями, передающимися из поколения в поколение, Maison Joseph Drouhin уже давно стремится воплощать принципы корпоративной социальной ответственности (КСО) и активно способствовать устойчивому развитию во всех его аспектах», — заявили в компании.
Компания Maison Joseph Drouhin, основанная в 1880 году, владеет 100 гектарами виноградников, в том числе 14 гран крю и 30 премьер крю, которые с 1988 года полностью управляются в соответствии с принципами органического и биодинамического виноградарства. Компания также закупает виноград у лояльных производителей, чтобы дополнить свой ассортимент там, где она не владеет виноградниками. Уважение к оригинальности терруара, стилю урожая, утонченность, элегантность и гармония — вот ее отличительные черты.

Домен Друэн , Орегон
Это винодельческое хозяйство в Орегоне, принадлежащее Maison Joseph Drouhin, расположено в районе Данди-Хиллс в Орегоне, с видом на долину Уилламетт.
Из 235 акров общей площади 113 акров засажены виноградом сорта Пино Нуар, а 11 акров — виноградом сорта Шардоне.
Все виноградные насаждения в Domaine Drouhin Oregon выращиваются устойчиво. Кроме того, Domaine Drouhin Oregon располагает современной четырехуровневой винодельней с самотеком, которая обеспечивает более щадящий подход к виноделию. Это соответствует натуральным методам виноделия Maison Joseph Drouhin.